# Harry Egipt
Harry Egipt (nombre de pila Harry Laast ; Tallin, 15 de mayo de 1950) es un director de fotografía y director de anuncios de televisión estonio. Trabajó para Eesti Reklaamfilm (Empresa pública de publicidad soviética) de 1979 a 1989. Es conocido por sus comerciales extraños que mezclan la cultura occidental que se recibía en su natal Estonia por medio de señal ilegal con características del sistema soviético.

## Primeros años y carrera
Nació en Tallin, se graduó de la décima escuela secundaria de Tallin en 1968 y luego estudió historia en la Universidad de Tartu . Después de graduarse en 1972, trabajó como técnico de luces y posteriormente como camarógrafo para la emisora estatal de la República Socialista Estonia, Eesti Televisioon donde se desempeñó como desarrollador de comerciales publicitarios. Sus obras son de los pocos comerciales soviéticos que sobrevivieron a la caída del bloque este.

### Carrera en publicidad
Egipt se unió a Eesti Reklaamfilm en 1979 y se hizo conocido por producir comerciales famosos, muchos de los cuales eran surrealistas y excéntricos, inspirados en los comerciales de televisión occidentales que se podían ver desde Estonia en la televisión finlandesa. Los productos se anunciaban cuando los productos estuvieran en stock, sirviendo para informar sobre la disponibilidad local. Aún así, muchas veces cuando el comercial era emitido, los productos ya no se encontraban en inventario. Por lo que muchos de los productos realmente nunca se hicieron conocidos. Dejó Eesti Reklaamfilm en 1989 y la compañía cerró más tarde en 1991 con la disolución de la URSS.[cita requerida]

### Trabajo
Aunque la mayoría de los comerciales que realizó durante su paso por la productora se perdieron con la caída de la Unión Soviética; 80 comerciales se rescataron y fueron publicados bajo el nombre "La única antología de comerciales soviéticos antiguos" Esta antología otorga datos como: 
- Los primeros comerciales publicitarios en la Unión Soviética fueron producidos en 1967
- Era obligatorio que todas las empresas de la URSS gastaran 1 % de su presupuesto anual en publicidad
- Más de 5000 comerciales fueron producidos en 24 años
- Como en la Unión Soviética no eran reconocidos los derechos de autor de la propiedad intelectual occidental; podemos encontrar canciones de Michael Jackson, Los Beatles, George Michael y Robert Palmer en los comerciales.
- El DVD contiene la obra más famosa de Egipt "Carne de pollo molida" que es considerada por muchos como "Una pesadilla de treinta segundos para vegetarianos"[4]

## Otras lecturas
- Simopekka Virkkula: Lihaliemestä body, Jaltasta onni en "Aamulehti", 10 de marzo de 2012, p. B25